# Langues au Cap-Vert
La langue officielle du Cap-Vert est le portugais mais les habitants parlent majoritairement le créole capverdien (crioulo en portugais, kriolu ou kriol en créole capverdien), la seule langue autochtone parlée sur l'archipel.

## Présentation
L'anglais et le français sont enseignés à l’école. Le Cap-Vert fait partie de l'Organisation internationale de la francophonie et de l'Assemblée parlementaire de la francophonie.
Il existe des variations régionales du créole, propres à chacune des 9 îles habitées mais qui ne sont pas suffisamment importantes pour empêcher la compréhension entre les habitants. Les différents créoles du Cap-Vert peuvent être séparés en deux groupes : les créoles de Sotavento (Brava, Fogo, Santiago et Maio) et les créoles de Barlavento (Boa Vista, Sal, São Nicolau, São Vicente et Santo Antão).
Les régions de Ribeira Grande, de Santiago et de Santa Catarina do Fogo sont membres de l'Association internationale des régions francophones.
De plus, les municipalités de Praia et São Vicente sont membres de l'Association internationale des maires francophones.